# شاين كيركوود
شاين كيركوود (بالإنجليزية: Shane Kirkwood)‏ هو لاعب اتحاد الرغبي جنوب أفريقي، ولد في 6 سبتمبر 1989 في Alberton, South Africa ‏ في جنوب أفريقيا.